# Гнатюк Ірина Святославівна
Ірина Святославівна Гнатюк (22 березня 1957, м. Володимир-Волинський Волинської області) — український мовознавець, фразеолог, лексикограф, кандидат філологічних наук (1982), старший науковий співробітник (1991), доцент (1999).
Народилася 22 березня 1957 року в м. Володимирі-Волинському Волинської області.

## Освіта
- 1978 — закінчила філологічний факультет (спеціальність українська мова та література) Луцького державного педагогічного інституту імені Лесі Українки (нині — Волинський національний університет імені Лесі Українки).
- 1978–1981 — пройшла аспірантську підготовку в Інституті мовознавства імені О. О. Потебні АН УРСР. Кандидатську дисертацію «Трансформація традиційних фразеологізмів у мові сучасної української художньої прози» під керівництвом професора Л. С. Паламарчука захистила в 1982 р.
- 1991–1994 — докторант Інституту української мови НАН України.

## Кар'єра
- 1981–1991 — молодший науковий співробітник у відділі лексикології та лексикографії Інституту мовознавства імені О. О. Потебні АН УРСР. Від червня 1988 р. — на посаді наукового, з грудня 1988 р. — на посаді с. н. с.
- У 1991 — з утворенням Інституту української мови НАН України переведена до цього інституту. У 1991—1994 — докторант, з вересня 1994 до жовтня 1996 — с. н. с. відділу лексикології та лексикографії.
- 1996–2002 — доцент кафедри філології Київського державного інституту театрального мистецтва імені І. К. Карпенка-Карого.
- З січня 2003 року — с. н. с. відділу лексикології та комп'ютерної лексикографії, з квітня 2004 р. — завідувач Лексичної картотеки Інституту української мови НАН України, з 2006 — заступник директора з наукової роботи, завідувач відділу.
- З вересня 2003 до вересня 2005 — завідувач кафедри філології Київського національного університету театру, кіно і телебачення імені І. К. Карпенка-Карого (за сумісництвом).

## Наукові інтереси
Питання лексикології, лексикографії, фразеології, історії української літературної мови, правопису та культури мови.

## Наукові праці
- Співавтор монографії «Функціонування та лексикографічна розробка українських фразеологізмів» (1989),
- співавтор та редактор

- Фразеологічного словника української мови в 2-х кн. (1993),
- Словника фразеологізмів української мови (2003),
- Російсько-українського словника (2003).

Автор близько 70 наукових праць.